# RCA Studio II
Das RCA Studio II ist eine stationäre Spielkonsole des US-amerikanischen Unternehmens Radio Corporation of America (RCA). Das Gerät kam im Januar 1977 zu einem Preis von 149,95 US-Dollar in den Handel. 1979 wurde die Produktion eingestellt.

## Technische Daten
- RCA-1802-Mikroprozessor getaktet mit 1,78 MHz
- 2 KB ROM (inkl. 5 Spiele)
- 512 Byte RAM
- RCA-CDP-1861-Grafikchip, 64×32 Pixel Auflösung, monochrom, 60 Hz

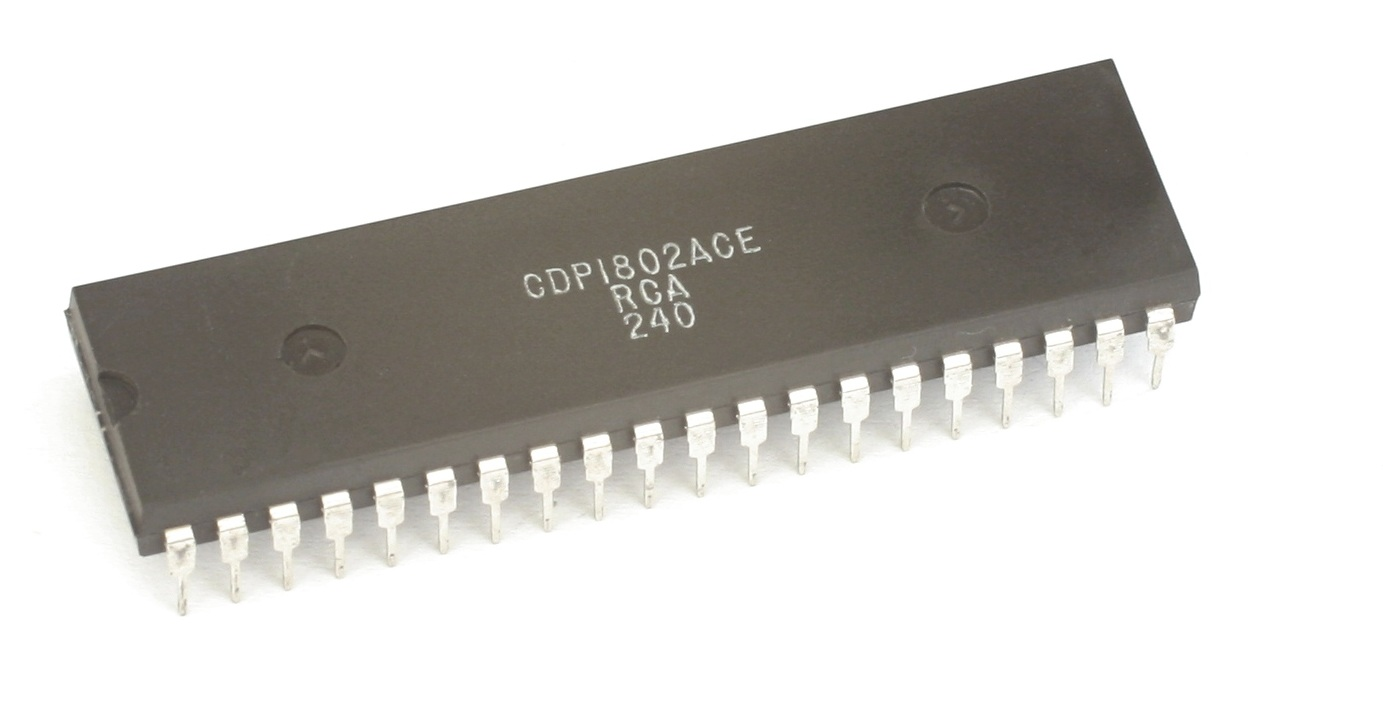
Die CPU des RCA Studio II (RCA1802)
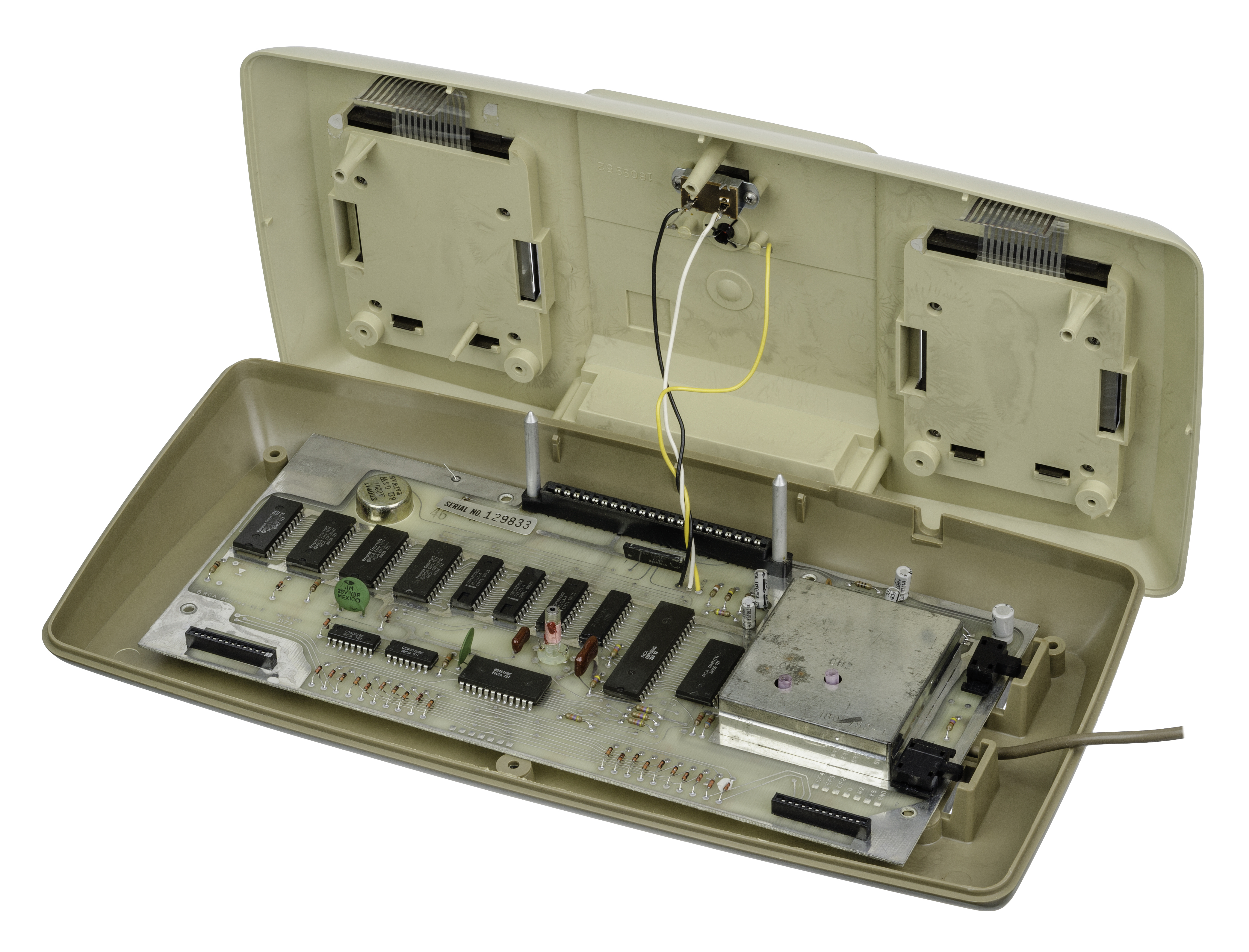
Geöffnete Konsole mit Blick auf das Mainboard

## Spiele

### Im ROM enthaltene Spiele
- Addition
- Bowling
- Doodle
- Freeway
- Patterns

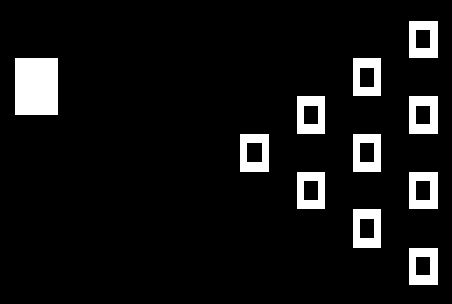
Screenshot des Spiels Bowling

Daneben waren noch eine Reihe weiterer Titel als Cartridge separat erhältlich, wie z. B. Space War.

## Trivia

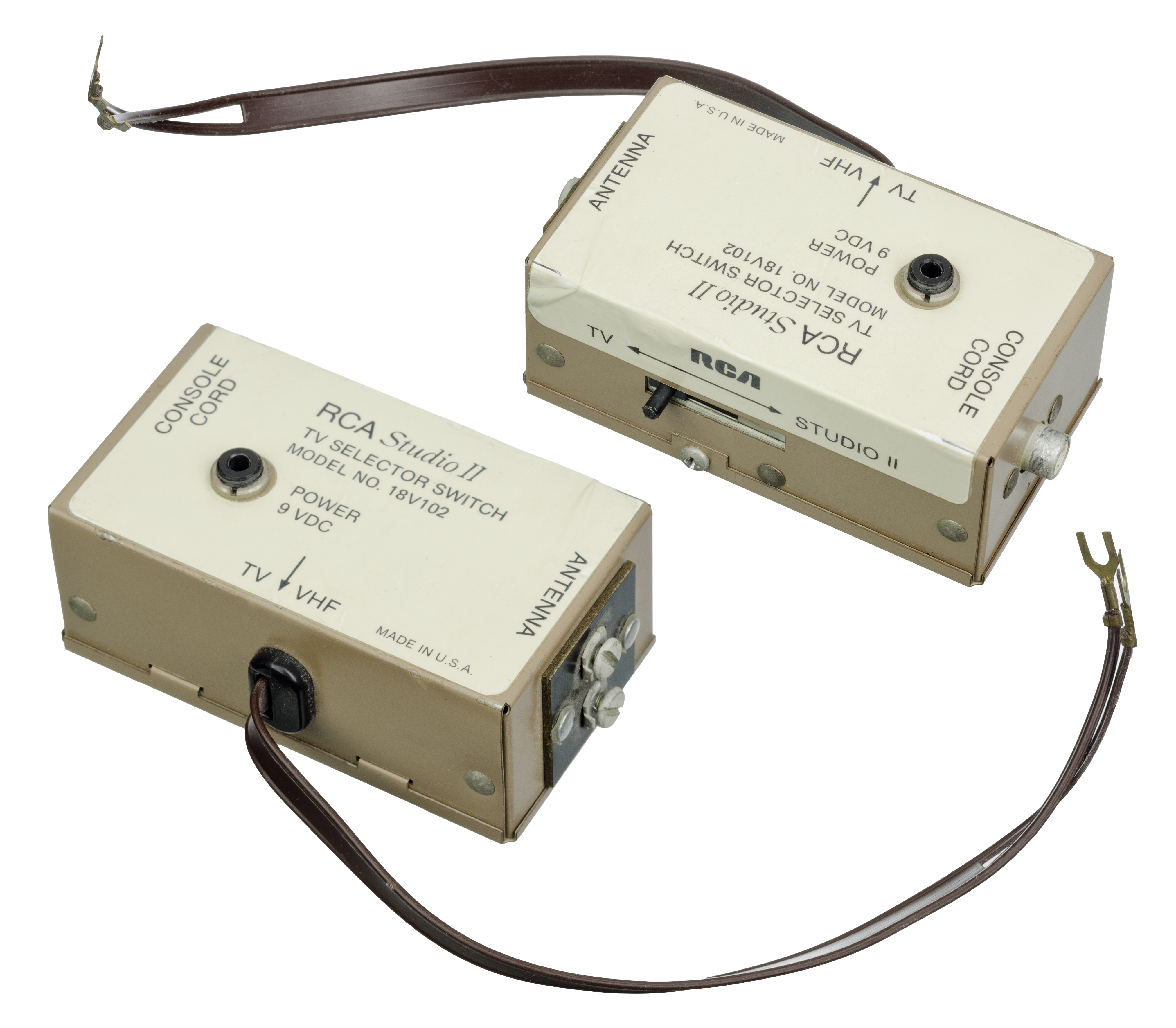
Switchbox des RCA Studio II

Das Videosignal sowie der Strom wurden durch ein Kabel gemeinsam geführt, am Fernsehgerät war eine spezielle Umschaltbox anzuschließen. Diese Technik griff Atari später auf und verwendete sie beim Atari 5200. Produziert wurde das Gerät von 120 Mitarbeitern in Swannanoa im Bundesstaat North Carolina.